# Ланча Фламиниа
Ланча Фламиниа е италиански автомобил от висок клас, произвеждан от 1957 до 1970.

## История
Автомобилът излиза по време на сериозна криза в компанията Ланча. Семейство Ланча, в частност Джани Ланча, поради редица скъпи проекти няма финансова възможност за производство и управление на компанията и през тази година продава по-голямата част на италианския бизнесмен Карло Пезенти. Двамата имат виждане за бъдещето на марката, но се появяват редица проблеми в управлението. Фламиниа е базиран на Ланча Аурелия. Първият прототип е представен през 1956 г. на автомобилното изложение в Торино. Ръководител на проекта Ланча Фламиниа е професор Фесиа. Кодовото име на автомобила е Типо 813.

## Технически характеристики
Фламиниа използва V-образния шестцилиндров двигател на компанията. Обемът му е 2500 cm³ на 60 градуса. Максималната мощност е 128к.с. Фламиниа достига максимална скорост от 186 км/ч или 5600 оборота за минута.

## Ланча Фламиния 335
Заедно със Пининфарина този модел е произвеждан за президентите на Република Италия (Джовани Грончи е притежавал 4 подобни автомобила), за няколко папи и други видни политически личности. Автомобилът е бил използван за първи път при визитата на кралица Елизабет в Италия.

## Производство
Моделът се произвежда във фабриката на марката Борго сан Паоло в Торино. Произведени са 12 633 екземпляра.